# Manifesto di Wayaobu
Il Manifesto di Wayaobu fu pubblicato nel dicembre 1935 da Mao Zedong a Wayaobu, nello Shaanxi settentrionale. Esso deliberò su politiche e strategie per affrontare l'invasione giapponese della Cina all'inizio della seconda guerra sino-giapponese.
Mao Zedong chiese un fronte unito nazionale con il Kuomintang, il Partito Nazionalista Cinese, per resistere ai giapponesi. Questa decisione del Partito Comunista Cinese era molto diversa dalla politica di Chiang Kai-shek, generale, presidente della Repubblica e leader del governo nazionalista, di sconfiggere i comunisti prima di sfidare direttamente il Giappone.
Il 9 dicembre 1935 gli studenti e altri cittadini tennero una manifestazione in Piazza Tienanmen a Pechino per protestare contro la continua "non resistenza" ai giapponesi da parte del governo di Chiang. La polizia municipale usò la violenza per sopprimere gli studenti, scaricando loro le pompe antincendio, in un clima quasi gelido. Tuttavia, questa dimostrazione divenne un potente simbolo di resistenza anti-giapponese e portò a gruppi patriottici spontanei in tutto il Paese.